# Conistra uniformis
Conistra uniformis là một loài bướm đêm trong họ Noctuidae.